# 日本世界語協會

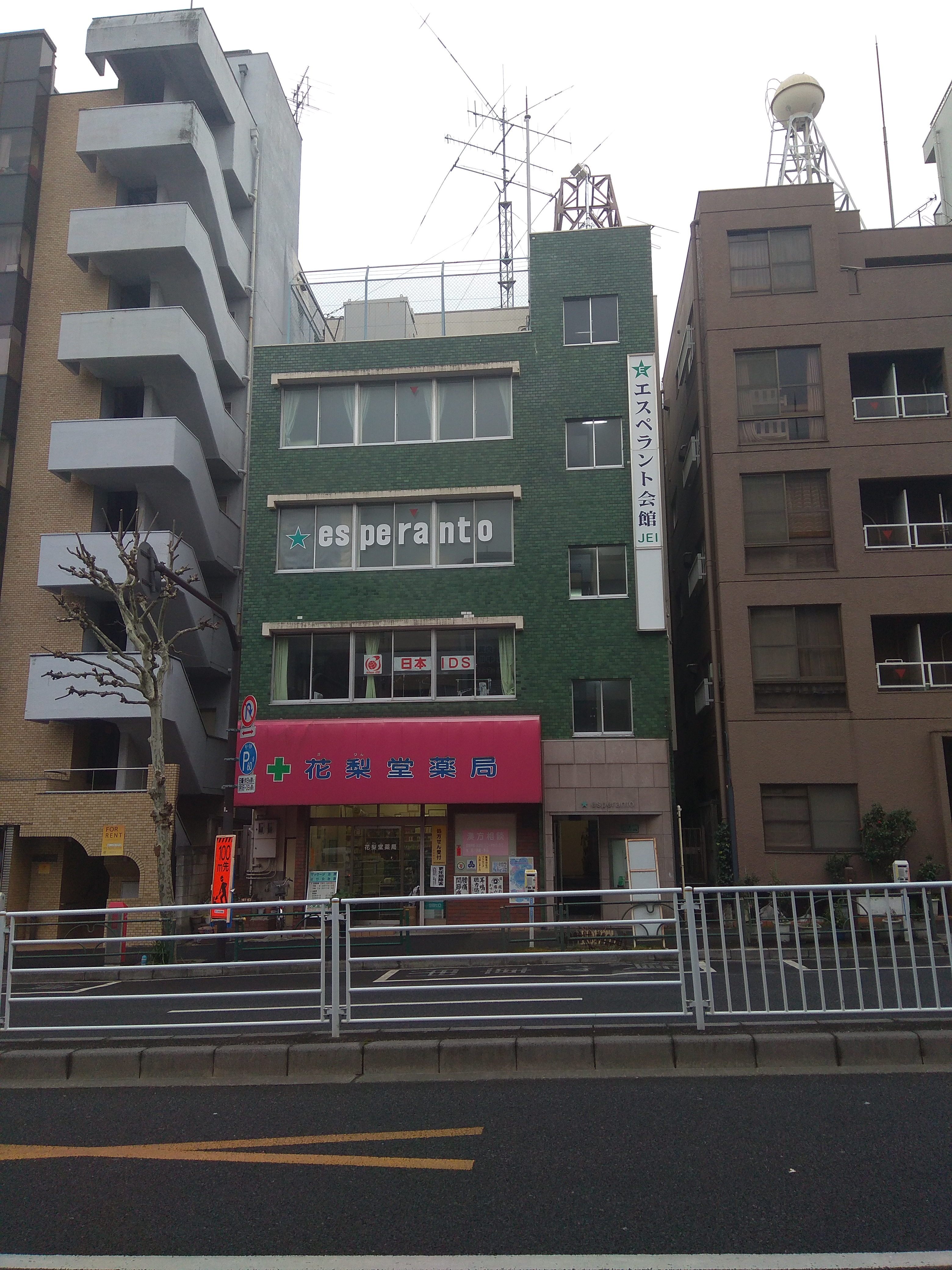
日本世界语协会所在地：东京都新宿区早稻田町12-3

日本世界語協會（日语：日本エスペラント協会）是為了在日本推廣世界語而成立的組織。

## 沿革
- 1919年12月20日 - 日本世界語學會成立。創立者是小坂狷二。
- 1913年 - 兒玉四郎在日治時代的台灣建立「日本世界語學會台灣支部」，後改名為台灣世界語協會。
- 1920年 - La Revuo Orienta（東洋評論）創刊。
- 1936年 - 加盟國際世界語聯盟。
- 1940年 - 退出國際世界語聯盟。
- 1956年 - 加盟國際世界語協會。
- 2012年4月1日 - 更名為日本世界語協會。

## 外部連結
- 官方网站